# فرستاده (مجموعه تلویزیونی)
فرستاده یک مجموعه تلویزیونی محصول سال ۱۳۸۱ به کارگردانی و نویسندگی جواد شمقدری، محمدرضا محمدی‌نیکو، مرتضی ندائی و تهیه‌کنندگی محسن علی اکبری می‌باشد که از شبکه دو پخش شد. موضوع این مجموعه دربارهٔ شخصیت سلیمان از بصره است که به عنوان فرستاده حسین بن علی قرار گرفته و همچنین یک سری حوادثی که در بصره اتفاق می‌افتد…

## بازیگران
- حسین یاری:‌سلیمان بن رزین با صدای خودش
- نورا هاشمی: سلما همسر سلیمان با صدای مریم شیرزاد
- محمود پاک‌نیت: طاهر با صدای تورج مهرزادیان
- جعفر دهقان: اسود
- زیبا بروفه: ماریه با صدای مینو غزنوی
- محمدعلی کشاورز: امیرالحاج حاکم مکه با صدای احمد رسول زاده
- گلاب آدینه:‌ پیرزن با صدای فهیمه راستکار
- محسن زهتاب: ابن زیاد با صدای حسین عرفانی
- انوشیروان ارجمند:‌ضحاک با صدای ایرج رضایی
- فخرالدین صدیق‌شریف: یزید بن مسعود با صدای خودش
- رضا توکلی: ادهم با صدای محمد عبادی
- زهرا سعیدی:‌ ام طاهر
- هوشنگ منصور خاکی: قحطبه
- رضا آقاربی: مالک
- احمدرضا قوچانی: عثمان با صدای علی همت مومیوند
- علی علی‌اکبری: عبدالله
- مهوش صبرکن: مادر سلیمان با صدای خودش
- داود فتحعلی‌بیگی: منذر بن جارود با صدای بیژن علی محمدی
- غلامرضا بایزان‌منش: احنف بن قیس با صدای نصرالله مدقالچی
- محمدجواد بخشی‌زاده: شیخ بنی جعفی با صدای ناصر احمدی
- محمدعلی ساربان: شیخ هوازن
- برات‌الله شیبانی: رئیس نکهبانان دروازه
- غلامرضا عارف‌نژاد: حجاج با صدای شهروز ملک آرایی
- مهسا مهجور: همسر حجاج
- محسن گلناری: یزید بن ثبیط
- فرامرز مهرجو: مصقله
- علی‌اصغر شریف‌زاده: طبیب
- سید حسین مقدم: راهزن با صدای ولی الله مومنی
- ماشاالله شاهمرادی‌زاده: راهزن
- زهرا مرتضوی: بحریه
- معصومه آقاجانی: همسر منذر بن جارود
- سیداحمد محمدی: غلام سیاه ماریه با صدای جواد پزشکیان
- داود زم: ماهی فروش
- پریسا طالبی: همسر مالک
- ایمان افشاریان: نگهبان دروازه
- مجید صیادی: نگهبان دروازه
- ناصر قاسمی: امام جماعت بصره با صدای حسین خدادبیگی
- رضا عزیزی: برادر طاهر با صدای اردشیر منظم
- عظیم مشهدی: راهزن با صدای سیامک اطلسی
- هژبر ساربان: حنظله
- علیرضا منصور خاکی: معاون قحطبه
- محمدسعید سلطانی: مرد سیاهپوش
- سعیده عرب: قابله با صدای مینا شجاع
- حمید عجمی: قصب
- محمد حاج حسینی: مالک بن مسمع
- سید جلال طباطبایی: شکنجه گر
- علی اکبر نیکروی: پیک مخصوص یزید
- حسن زارع: فرمانده نظامی
- مجید لیاقت: شاعر
- محمود صحرائی: ابن زبیر
- محمد سعادت: پیرمرد بصری
- پیمان امینیان: برادر طاهر
- بهرام بهنوید: همراه قحطبه
- اکبر بلندی:‌ راهزن
- اصغر حاجی غلامرضا ضرابی: سرایدار ماریه
- مریم مهرعلی: همسر سرایدار
- سید بیژن انوار: شاعر
- منیژه فرجی: زن قبیله بنی جعفی
- علی اکبر کشتکار: جوان بصری
- منصور میرشکاری: جوان بنی جعفی
- حمید دلفانی: مرد ۲
- سورن مهرابیان: اشرافی
- فیض الله مهدیخانی: تاجر بصری
- حمید امیری: غلام شتربان
- یوسف قربانی: سرباز ابن زیاد
- عبدالحمید پیران: شیوخ بصره
- حسین شمقدری: پسر یزید بن مسعود
- رضا شمقدری: پسر یزید بن مسعود
- قاسم روغنی: سوارکار
- محمد ابراهیم نمازی: پیشکار دارالحکومه
- شایان علی محمدیان: نوزاد سلما و سلیمان
- کمند کاویانی: نوزاد کنیز ماریه